# Xanthorhiza simplicissima
Xanthorhiza simplicissima là một loài thực vật có hoa trong họ Mao lương. Loài này được Marshall miêu tả khoa học đầu tiên năm 1785.
Đây là loài bản địa miền đông Hoa Kỳ từ Maine phía nam đến bắc Florida và phía tây đến Ohio và miền đông Texas. Nó chứa berberine alkaloid, có một số cách sử dụng truyền thống và đương đại để nhuộm và thuốc.

## Hình ảnh

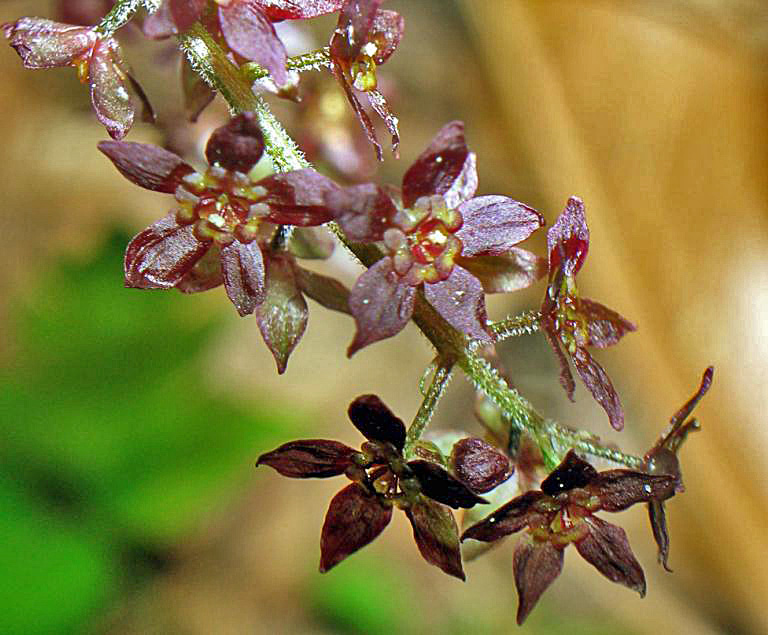
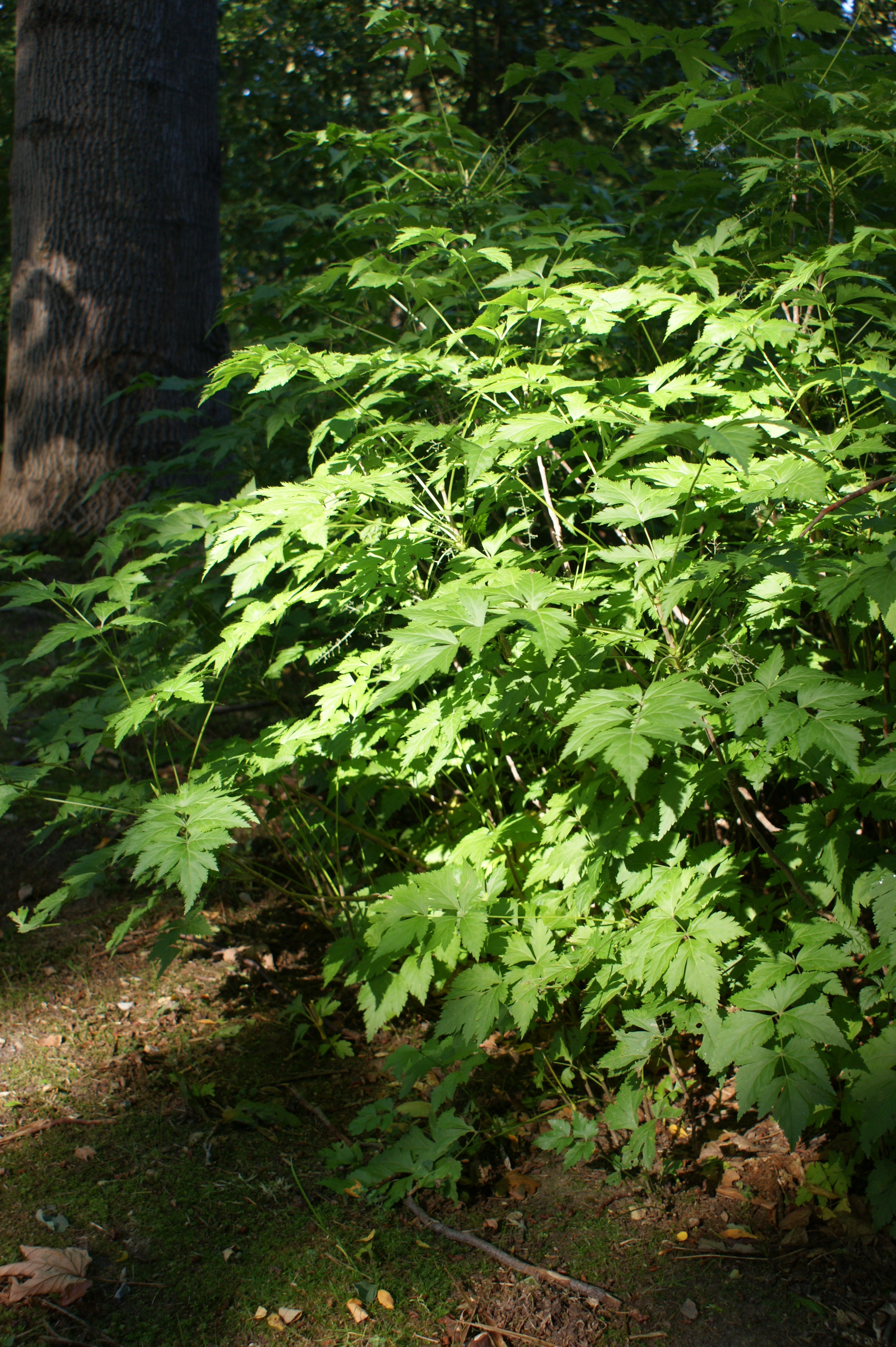
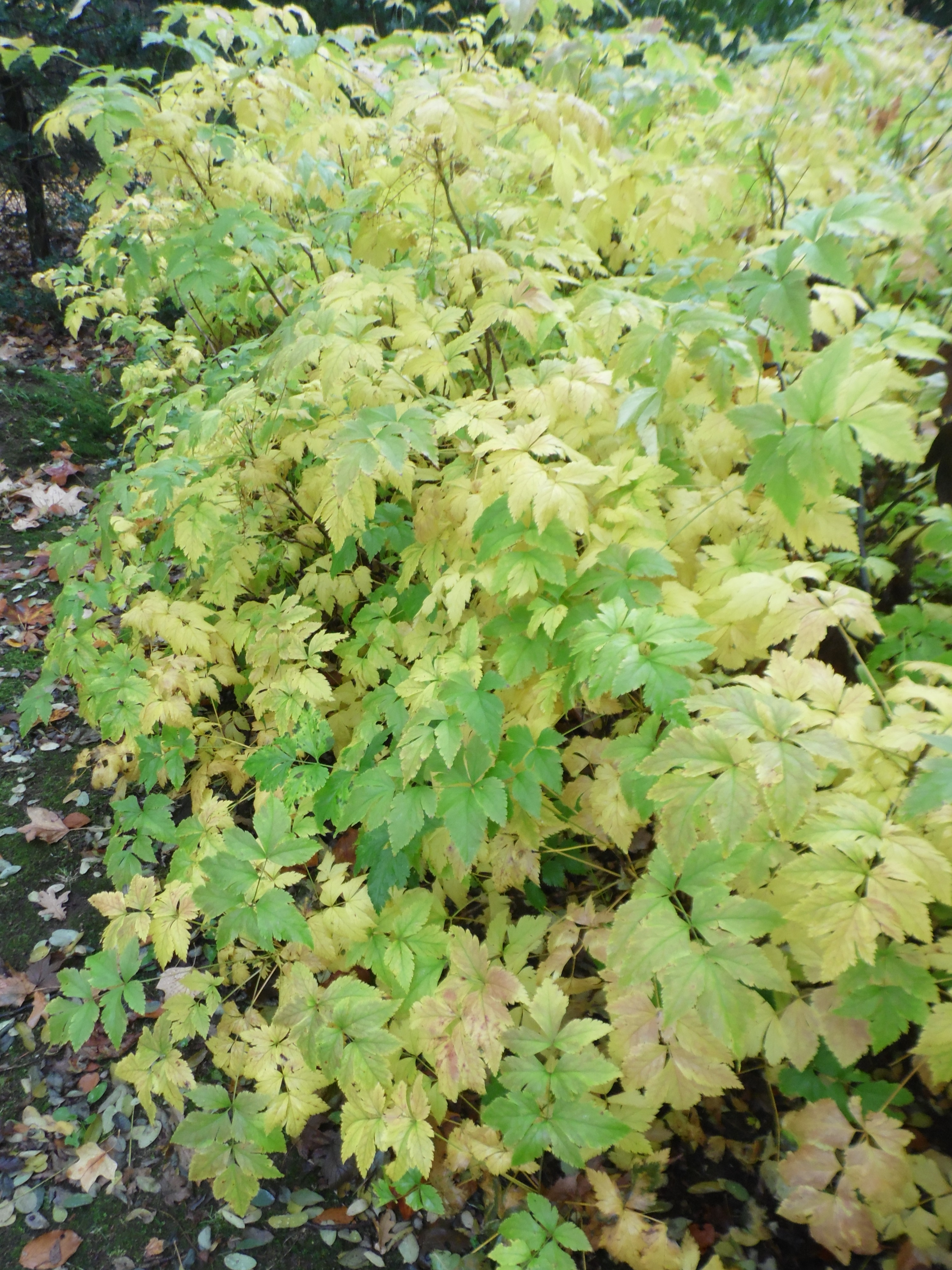
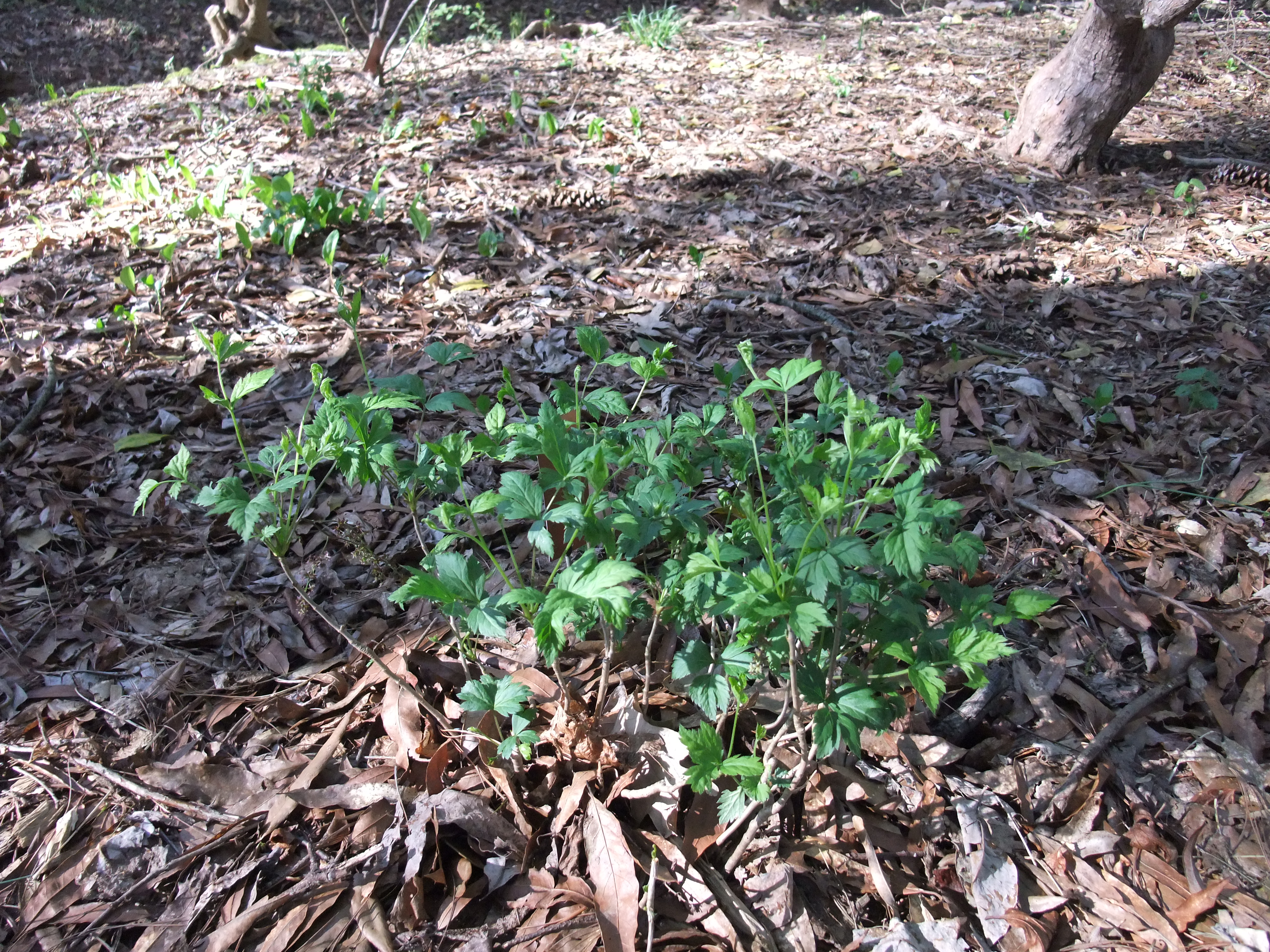